# Meterana vitiosa
Meterana vitiosa är en fjärilsart som beskrevs av Butler 1877. Meterana vitiosa ingår i släktet Meterana och familjen nattflyn. Inga underarter finns listade i Catalogue of Life.